# Norwegische Meisterschaften im Skispringen 2019
Die norwegischen Meisterschaften im Skispringen 2019 fanden an vier verschiedenen Terminen statt. So wurden bereits am 5. und 6. Januar 2019 Frauenmeisterschaften im Einzel sowie im Team von der Mittelschanze Linderudkollen in Oslo veranstaltet. Kurz darauf wurden am 15. Januar 2019 die Meisterschaften der Männer und der Junioren von der Granåsen-Großschanze in Trondheim abgehalten. Darüber hinaus fanden am 2. Februar 2019 in Voss die Juniorenmeisterschaften vom Bavallsbakken (Normalschanze) statt. Zum Saisonabschluss 2018/19 wurden schließlich am 30. März in Oslo die Wettkämpfe der Männer und Frauen vom Midtstubakken, der Normalschanze, ausgetragen. Ursprünglich sollten die Meisterschaften Ende März in Voss stattfinden, allerdings machte die Wetterlage eine Verlegung nach Oslo notwendig. Der Veranstalter war der Norwegische Skiverband.

## Ergebnisse

### Männer

#### Großschanze
Der Einzelwettbewerb der Männer von der Großschanze fand am 15. Januar 2019 in Trondheim im Granåsen skisenter statt. Es waren 71 Athleten gemeldet. Nachdem zunächst eine Qualifikation durchgeführt wurde, die Robert Johansson gewann, wurde das Teilnehmerfeld auf 50 Skispringer reduziert. Norwegischer Meister wurde Andreas Stjernen, wobei Robert Johansson zweimal die Bestweite von 141 Metern aufstellte, jedoch dabei im ersten Durchgang stürzte.
| Platz | Name                    | Verein                | Weite 1 | Weite 2 | Punkte |
| ----- | ----------------------- | --------------------- | ------- | ------- | ------ |
| 01.   | Andreas Stjernen        | Sprova                | 138,5   | 133,5   | 291,2  |
| 02.   | Johann André Forfang    | Tromsø Skiklub        | 135,5   | 134,0   | 286,2  |
| 03.   | Robert Johansson        | Søre Ål IL            | 141,0   | 141,0   | 284,7  |
| 04.   | Halvor Egner Granerud   | Asker Skiklubb        | 134,5   | 132,0   | 280,3  |
| 05.   | Robin Pedersen          | Stålkameratene IL     | 132,0   | 124,5   | 258,8  |
| 06.   | Daniel-André Tande      | Kongsberg IF          | 129,5   | 123,5   | 249,5  |
| 07.   | Anders Fannemel         | Hornindal IL          | 129,0   | 124,5   | 247,9  |
| 08.   | Thomas Aasen Markeng    | Lensbygda Sportsklubb | 129,5   | 122,0   | 246,8  |
| 09.   | Andreas Varsi Breivik   | Tromsø Skiklub        | 129,5   | 124,0   | 243,4  |
| 10.   | Marius Lindvik          | Rælingen Skiklubb     | 124,0   | 122,5   | 237,8  |
| 11.   | Sander Vossan Eriksen   | Bækkelagets SK        | 131,0   | 118,5   | 236,2  |
| 12.   | Fredrik Bjerkeengen     | Kolbukameratene       | 123,0   | 121,0   | 232,3  |
| 13.   | Joacim Ødegård Bjøreng  | Røykenhopp            | 122,5   | 119,5   | 227,7  |
| 14.   | Fredrik Villumstad      | Skimt                 | 126,0   | 118,0   | 226,3  |
| 15.   | Andreas Granerud Buskum | Lensbygda Sportsklubb | 119,0   | 120,5   | 221,7  |
| 16.   | Joakim Aune             | Byåsen IL             | 119,0   | 121,0   | 217,6  |
| 17.   | Jonas Bratlien          | Bøverbru IL           | 126,0   | 117,5   | 213,4  |
| 18.   | Jonas Gropen Søgård     | Nordbygda/Løten Ski   | 122,0   | 119,0   | 212,4  |
| 19.   | Sondre Ringen           | Bækkelagets SK        | 117,5   | 115,5   | 209,5  |
| 20.   | Christian Røste Solberg | IL Jardar             | 121,5   | 114,5   | 203,4  |

#### Normalschanze
Der Einzelwettkampf von der Normalschanze (HS106/K95) fand am 30. März 2019 in Oslo statt. Es waren 58 Athleten gemeldet, jedoch kamen nur 56 in die Wertung. Norwegischer Meister wurde Thomas Aasen Markeng, der damit seinen ersten Titel bei den Senioren gewann.
| Platz | Name                    | Verein                  | Weite 1 | Weite 2 | Punkte |
| ----- | ----------------------- | ----------------------- | ------- | ------- | ------ |
| 01.   | Thomas Aasen Markeng    | Lensbygda Sportsklubb   | 106,0   | 103,0   | 263,0  |
| 02.   | Robert Johansson        | Søre Ål IL              | 097,0   | 101,0   | 243,0  |
| 02.   | Halvor Egner Granerud   | Asker Skiklubb          | 097,0   | 100,5   | 243,0  |
| 04.   | Robin Pedersen          | Stålkameratene IL       | 094,5   | 101,0   | 240,0  |
| 05.   | Mats Bjerke Myhren      | Søre Ål IL              | 098,5   | 096,5   | 236,0  |
| 06.   | Andreas Granerud Buskum | Lensbygda Sportsklubb   | 096,5   | 097,5   | 233,5  |
| 07.   | Anders Fannemel         | Hornindal IL            | 096,0   | 094,0   | 226,0  |
| 08.   | Oscar Westerheim        | Bækkelagets SK          | 094,0   | 095,0   | 220,0  |
| 09.   | Fredrik Villumstad      | Skimt                   | 091,5   | 092,0   | 211,5  |
| 10.   | Anders Ladehaug         | Nordre Land IL          | 091,5   | 092,5   | 207,4  |
| 11.   | Jonas Bratlien          | Bøverbru IL             | 091,0   | 093,5   | 204,4  |
| 12.   | Matias Braathen         | Øvrevoll Hosle IL       | 090,5   | 093,5   | 203,9  |
| 13.   | Mats Konterud Sagbakken | Furnes Skiløperforening | 092,0   | 090,5   | 202,4  |
| 14.   | Sølve Jokerud Strand    | Vikersund IF            | 092,5   | 089,0   | 201,4  |
| 15.   | Joacim Ødegård Bjøreng  | Røykenhopp              | 089,5   | 088,0   | 200,0  |
| 16.   | Kristoffer Sundal       | IL Koll                 | 093,5   | 087,5   | 199,9  |
| 17.   | Christian Røste Solberg | IL Jardar               | 090,5   | 088,5   | 199,0  |
| 18.   | Anders Håre             | Vikersund IF            | 086,5   | 092,0   | 198,0  |
| 19.   | Jesper Ødegaard         | Gausdal Skilag          | 088,0   | 090,5   | 197,0  |
| 20.   | Christian Ingebrigtsen  | Byaasen Skiklub         | 091,5   | 087,5   | 193,4  |

#### Team
Der Teamwettkampf von der Normalschanze (HS106/K95) fand am 30. März 2019 in Oslo statt. Mit großem Vorsprung gewann das favorisierte Teams aus Oppland, welches aus Andreas Granerud Buskum, Mats Myhren, Robert Johansson und Thomas Markeng bestand.
| Platz | Team                         | Name                                                                 | Verein                                                 | Weite 1                 | Weite 2                 | Punkte |
| ----- | ---------------------------- | -------------------------------------------------------------------- | ------------------------------------------------------ | ----------------------- | ----------------------- | ------ |
| 01.   | Oppland Oppland Skikrets I   | Andreas Buskum Mats Myhren Robert Johansson Thomas Markeng           | Lensbygda Sportsklubb Søre Ål IL Lensbygda Sportsklubb | 102,5 096,0 105,5 107,5 | 097,0 096,5 108,5 106,5 | 1014,5 |
| 02.   | Akershus Akershus Skikrets I | Matias Braathen Christian Solberg Fredrik Villumstad Halvor Granerud | Øvrevoll Hosle IL IL Jardar Skimt Ski Asker Skiklubb   | 096,5 092,5 098,0 098,5 | 093,0 088,0 100,0 096,5 | 0905,5 |
| 03.   | Oslo Oslo Skikrets           | Richard Haukedal Sander Eriksen Kristoffer Sundal Oscar Westerheim   | Bækkelagets SK IL Koll Bækkelagets SK                  | 093,5 093,5 089,0 098,0 | 102,5 090,0 093,0 093,5 | 0843,0 |
| 04.   | Oppland Oppland Skikrets II  | Eirik Fystro Jonas Bratlien Jesper Ødegaard Anders Ladehaug          | Leira IL Bøverbru IL Gausdal Skilag Nordre Land IL     | 090,0 090,0 088,0 088,0 | 093,5 099,0 087,0 090,0 | 0820,5 |
| 05.   | Buskerud Buskerud Skikrets   | Sølve Strand Sivert Markeset Anders Håre Joacim Bjøreng              | Vikersund IF Holeværingen IL Vikersund IF Røykenhopp   | 092,5 076,5 097,5 096,5 | 094,0 080,5 091,5 094,5 | 0820,0 |

#### Junioren Großschanze
Der Einzelwettbewerb der Junioren fand am 15. Januar 2019 auf der Großschanze (HS140/K124) in Trondheim statt. Es waren 52 Athleten gemeldet, von denen fünf disqualifiziert wurden. Norwegischer Juniorenmeister wurde Thomas Aasen Markeng.
| Platz | Name                      | Verein                  | Weite 1 | Weite 2 | Punkte |
| ----- | ------------------------- | ----------------------- | ------- | ------- | ------ |
| 01.   | Thomas Aasen Markeng      | Lensbygda Sportsklubb   | 142,0   | 137,0   | 304,3  |
| 02.   | Sander Vossan Eriksen     | Bækkelagets SK          | 135,0   | 130,5   | 282,5  |
| 03.   | Anders Ladehaug           | Nordre Land IL          | 128,0   | 127,5   | 264,5  |
| 04.   | Fredrik Villumstad        | Skimt                   | 129,5   | 127,5   | 262,2  |
| 05.   | Kristoffer Eriksen Sundal | IL Koll                 | 124,0   | 125,0   | 250,8  |
| 06.   | Anders Sandberg Håre      | Vikersund IF            | 130,0   | 117,0   | 244,2  |
| 07.   | Mats Konterud Sagbakken   | Furnes Skiløperforening | 121,5   | 125,0   | 242,8  |
| 08.   | Eirik Leander Fystro      | Leira IL                | 125,5   | 118,0   | 237,9  |
| 09.   | Christian Røste Solberg   | IL Jardar               | 123,5   | 118,5   | 234,7  |
| 10.   | Jens Gaarder              | Raufoss IL              | 119,0   | 120,0   | 229,8  |

#### Junioren Normalschanze
Der Einzelwettbewerb der Junioren fand am 2. Februar 2019 auf der Normalschanze (HS103/K95) in Voss statt. Es waren 50 Athleten gemeldet. Norwegischer Juniorenmeister wurde Fredrik Villumstad.
| Platz | Name                      | Verein         | Weite 1 | Weite 2 | Punkte |
| ----- | ------------------------- | -------------- | ------- | ------- | ------ |
| 01.   | Fredrik Villumstad        | Skimt          | 100,0   | 101,0   | 250,5  |
| 02.   | Anders Sandberg Håre      | Vikersund IF   | 098,0   | 099,0   | 244,0  |
| 03.   | Anders Ladehaug           | Nordre Land IL | 098,0   | 099,0   | 241,5  |
| 04.   | Eirik Leander Fystro      | Leira IL       | 095,5   | 100,5   | 237,0  |
| 05.   | Kristoffer Eriksen Sundal | IL Koll        | 096,0   | 098,0   | 236,0  |
| 06.   | Ole Kristian Baarset      | Botne SK       | 096,5   | 098,0   | 235,5  |
| 07.   | Christian Røste Solberg   | IL Jardar      | 098,0   | 096,5   | 235,0  |
| 08.   | Sander Vossan Eriksen     | Bækkelagets SK | 096,5   | 096,5   | 229,5  |
| 09.   | Bendik Jakobsen Heggli    | Byåsen IL      | 093,0   | 093,5   | 219,5  |
| 10.   | Jonas Bratlien            | Bøverbru IL    | 092,0   | 097,5   | 219,0  |

### Frauen

#### Normalschanze
Der Einzelwettkampf von der Normalschanze (HS106/K95) fand am 30. März 2019 in Oslo statt. Die Gesamtweltcupsiegerin Maren Lundby nahm nicht an den Meisterschaften teil. Es waren neun Athletinnen gemeldet. Silje Opseth gewann mit deutlichem Vorsprung vor Anna Odine Strøm und Ingebjørg Saglien Bråten.
| Platz | Name                      | Verein                  | Weite 1 | Weite 2 | Punkte |
| ----- | ------------------------- | ----------------------- | ------- | ------- | ------ |
| 01.   | Silje Opseth              | Holeværingen IL         | 096,0   | 093,5   | 224,0  |
| 02.   | Anna Odine Strøm          | Alta IF                 | 085,5   | 090,0   | 194,0  |
| 03.   | Ingebjørg Saglien Bråten  | Etnedal Skilag          | 078,5   | 084,0   | 163,5  |
| 04.   | Karoline Røstad           | Skogen IL               | 078,5   | 077,5   | 150,0  |
| 05.   | Karoline Skatvedt         | Trøgstad Skiklubb – Ski | 071,0   | 070,5   | 112,0  |
| 06.   | Eva Amble                 | Ullensaker Skiklubb     | 069,0   | 067,0   | 098,5  |
| 07.   | Heidi Traaserud           | Heddail IL              | 061,5   | 061,0   | 071,0  |
| 08.   | Karoline Hansen Lauvsland | Øvrebø IL               | 060,5   | 060,5   | 065,0  |
| 09.   | Astrid Baarset            | Botne SK                | 056,0   | 056,5   | 047,0  |

#### Mittelschanze
Der Einzelwettbewerb von der Mittelschanze (HS78/K70) der Damen fand am 5. Januar 2019 in Oslo statt. Der norwegische A und B-Kader ging nicht an den Start. Es waren zwölf Athletinnen gemeldet, die alle in die Wertung kamen. Norwegische Meisterin wurde Thea Minyan Bjørseth.
| Platz | Name                      | Verein                  | Weite 1 | Weite 2 | Punkte |
| ----- | ------------------------- | ----------------------- | ------- | ------- | ------ |
| 01.   | Thea Minyan Bjørseth      | Lensbygda Sportsklubb   | 068,5   | 067,0   | 217,6  |
| 02.   | Pernille Kvernmo          | Steinkjer Skiklubb      | 066,5   | 068,0   | 208,4  |
| 03.   | Hanna Midtsundstad        | Vaaler IF               | 066,5   | 067,5   | 207,8  |
| 04.   | Karoline Skatvedt         | Trøgstad Skiklubb – Ski | 066,0   | 063,5   | 193,3  |
| 05.   | Karoline Hansen Lauvsland | Øvrebø IL               | 062,0   | 065,0   | 179,4  |
| 06.   | Heidi Traaserud           | Heddal IL               | 060,0   | 063,0   | 177,6  |
| 07.   | Mathilde Oustad           | Furnes Skiløperforening | 057,5   | 061,5   | 170,3  |
| 08.   | Eva Amble                 | Ullensaker Skiklubb     | 054,0   | 055,0   | 142,8  |
| 09.   | Ingrid Kleven             | Kongsberg IF            | 053,5   | 054,5   | 140,1  |
| 10.   | Astrid Baarset            | Botne SK                | 053,0   | 052,0   | 130,0  |
| 11.   | Frida Berger              | Røykenhopp              | 042,5   | 043,0   | 084,1  |
| 12.   | Nora Midtsundstad         | Vaaler IF               | 039,0   | 041,0   | 070,5  |

#### Team
Der Teamwettbewerb der Frauen fand am 6. Januar 2019 auf der Mittelschanze (HS78/K70) in Oslo statt. Es waren 8 Athletinnen in vier Teams mit je zwei Athletinnen gemeldet, die alle in die Wertung kamen.
| Platz | Team                 | Name                                        | Verein                                  | Weite 1     | Weite 2     | Punkte |
| ----- | -------------------- | ------------------------------------------- | --------------------------------------- | ----------- | ----------- | ------ |
| 01.   | Hedmark              | Mathilde Oustad Hanna Midtsundstad          | Furnes Skiløperforening Vaaler IF       | 067,0 065,0 | 062,5 062,0 | 378,3  |
| 02.   | Vestfold og Telemark | Astrid Louise Baarset Heidi Dyhre Traaserud | Botne SK Heddal IL                      | 056,5 063,0 | 053,5 060,5 | 316,7  |
| 03.   | Buskerud             | Frida Berger Ingrid Hordvik Kleven          | Røykenhopp Kongsberg IF                 | 048,0 044,5 | 055,5 053,0 | 240,2  |
| 04.   | Akershus–Trøndelag   | Eva Elise Johansen Amble Pernille Kvernmo   | Ullensakker Skiklubb Steinkjer Skiklubb | 065,5 070,5 | 059,0 069,0 | 385,8  |

#### Juniorinnen Normalschanze
Der Einzelwettbewerb der Juniorinnen fand am 2. Februar 2019 auf der Normalschanze (HS103/K95) in Voss statt. Es waren 11 Athletinnen gemeldet, jedoch gingen zwei nicht an den Start. Norwegische Juniorenmeisterin wurde die Nordische Kombiniererin Gyda Westvold Hansen.
| Platz | Name                 | Verein              | Weite 1 | Weite 2 | Punkte |
| ----- | -------------------- | ------------------- | ------- | ------- | ------ |
| 01.   | Gyda Westvold Hansen | IL Nansen           | 090,0   | 092,0   | 202,0  |
| 02.   | Pernille Kvernmo     | Steinkjer Skiklubb  | 085,0   | 079,0   | 165,0  |
| 03.   | Marte Leinan Lund    | Tolga IL            | 080,0   | 080,0   | 152,0  |
| 04.   | Hanna Midtsundstad   | Vaaler IF           | 077,0   | 075,5   | 137,0  |
| 05.   | Karoline Skatvedt    | IL Koll             | 072,0   | 075,0   | 125,5  |
| 06.   | Thea Øihaugen        | Gausdal Skilag      | 073,5   | 074,0   | 125,0  |
| 07.   | Ida Marie Hagen      | Haslum IL           | 065,0   | 071,0   | 101,0  |
| 08.   | Astrid Baarset       | Haslum IL           | 063,0   | 066,0   | 083,0  |
| 09.   | Mille Marie Hagen    | Haslum IL           | 061,0   | 065,0   | 077,5  |
| DNS   | Mari Leinan Lund     | Tolga IL            | –       | –       | –      |
| DNS   | Eva Amble            | Ullensaker Skiklubb | –       | –       | –      |